# WWE The Music: A New Day, Vol. 10
WWE The Music: A New Day, Vol. 10 é uma coletânea lançada pela WWE em 28 de janeiro de 2010. Diferente de álbuns anteriores, foi lançado em CD-R e download no Amazon nos Estados Unidos, Reino Unido, Alemanha e França.

## Faixas
Todas foram escritas por Jim Johnston.
| Faixa | Música                               | Artista                          | Lutador         | Duração |
| ----- | ------------------------------------ | -------------------------------- | --------------- | ------- |
| 1     | "It's a New Day"                     | Adelitas Way                     | The Legacy      | 3:04    |
| 2     | "I Am Perfection"                    | Cage9                            | Dolph Ziggler   | 3:19    |
| 3     | "I Came to Play"                     | Downstait                        | The Miz         | 4:36    |
| 4     | "Just Close Your Eyes"               | Story of the Year                | Christian       | 4:31    |
| 5     | "Return of the Hitman"               | Jim Johnston                     | Bret Hart       | 5:37    |
| 6     | "Written in My Face"                 | Sean Jenness                     | Sheamus         | 3:33    |
| 7     | "Insatiable"                         | Patsy Grime                      | Tiffany         | 3:10    |
| 8     | "Domination"                         | Evan Jones                       | Ezekiel Jackson | 4:17    |
| 9     | "Born to Win"                        | Mutiny Within                    | Evan Bourne     | 4:17    |
| 10    | "Oh Puerto Rico"                     | Vinny & Ray e Marlyn Jimenez     | Primo           | 3:32    |
| 11    | "Radio"                              | Watt White                       | Zack Ryder      | 4:02    |
| 12    | "New Foundation"                     | Jim Johnston                     | Natalya         | 3:32    |
| 13    | "You Can Look (But You Can’t Touch)" | Kim Sozzi                        | The Bella Twins | 3:47    |
| 14    | "Crank the Walls Down"               | Maylene and the Sons of Disaster | Jerishow        | 3:07    |